# Brezno (distrito)
O Distrito de Brezno (eslovaco: Okres Brezno) é uma unidade administrativa da Eslováquia Central, situado na Banská Bystrica (região), com 65.783 habitantes (em 2003) e uma superfície de 1.265 km². 

## Demografia
| Ano:        | 1994   | 2004   | 2014   | 2024   |
| ----------- | ------ | ------ | ------ | ------ |
| Broj ljudi: | 66 424 | 65 080 | 62 971 | 57 916 |
| Razlika:    |        | -2,02% | -3,24% | -8,02% |

| Ano:               | 2023   | 2024   |
| ------------------ | ------ | ------ |
| Número de pessoas: | 58 297 | 57 916 |
| Diferença:         |        | -0,65% |

## Cidades
- Brezno (capital)

## Municípios
- Bacúch
- Beňuš
- Braväcovo
- Bystrá
- Čierny Balog
- Dolná Lehota
- Drábsko
- Heľpa
- Horná Lehota
- Hronec
- Jarabá
- Jasenie
- Lom nad Rimavicou
- Michalová
- Mýto pod Ďumbierom
- Nemecká
- Osrblie
- Podbrezová
- Pohorelá
- Pohronská Polhora
- Polomka
- Predajná
- Ráztoka
- Sihla
- Šumiac
- Telgárt
- Valaská
- Vaľkovňa
- Závadka nad Hronom